# Львовский № 7
Львовский № 7 — кутан СПК «Оротинский» Хунзахского района Дагестана. Бывшее село Львовского сельсовета Бабаюртовского района. Исключено из учетных данных после 2002 года.

## Географическое положение
Расположен на территории Бабаюртовского района, в 6 км к северо-востоку от села Львовское №1, на правом берегу канала Тальма.

## История
В 1901 году немцами-меннонитами, переселенцами из Таврической губернии, у князей Львовых было приобретено 1080 десятин земли. На этой земле ими была образована колония № 7, позже названая Марьяновка . В 1905 году построено меннонитское училище. Колония была разорена и покинута населением в годы гражданской войны. Населённый пункт восстановлен в 1930-е годы. Так по данным на 1939 год аул Львовский № 7 входил в состав Львовского сельсовета, в нём проживало 408 человек, в том числе 215 мужчин и 193 женщины. Аул являлся центральным отделением колхоза имени Дахадаева. На основании постановления СНК ДАССР от 14 августа 1939 г. «О сселении хуторских населённых пунктов колхозов Бабаюртовского района в их основные населённые пункты» все население хуторов Львовский № 5 (25 хозяйств), Таксанак (20 хозяйств) и Джумайский мост (5 хозяйств) было переселено на центральную усадьбу колхоза в аул Львовский № 7. В 1950-е годы земли бывшего аула были переданы колхозу имени Ворошилова Лакского района. Несмотря на это, в плоть до 2002 года, село продолжало учитываться как населенный пункт Львовского сельсовета Бабаюртовского района.

## Население
| 1902 | 1914 | 1918 | 1939 | 1959 | 1970 | 1989 |
| ---- | ---- | ---- | ---- | ---- | ---- | ---- |
| 115  | ↘109 | ↗140 | ↗408 | ↘74  | ↗147 | ↘1   |
| 2002 |      |      |      |      |      |      |
| ↘0   |      |      |      |      |      |      |

При образовании в колонии проживали немцы, исповедовавшие меннонитство. По данным на 1959 год в селе проживали кумыки, а в 1989 году числился один аварец.